# Русиновка (Иркутская область)
Русиновка — деревня в Боханском районе Иркутской области России. Входит в состав Хохорского муниципального образования. Находится примерно в 121 км к западу от районного центра.

## Население
По данным Всероссийской переписи, в 2010 году в деревне проживало 255 человек (130 мужчин и 125 женщин).